# Terraformació

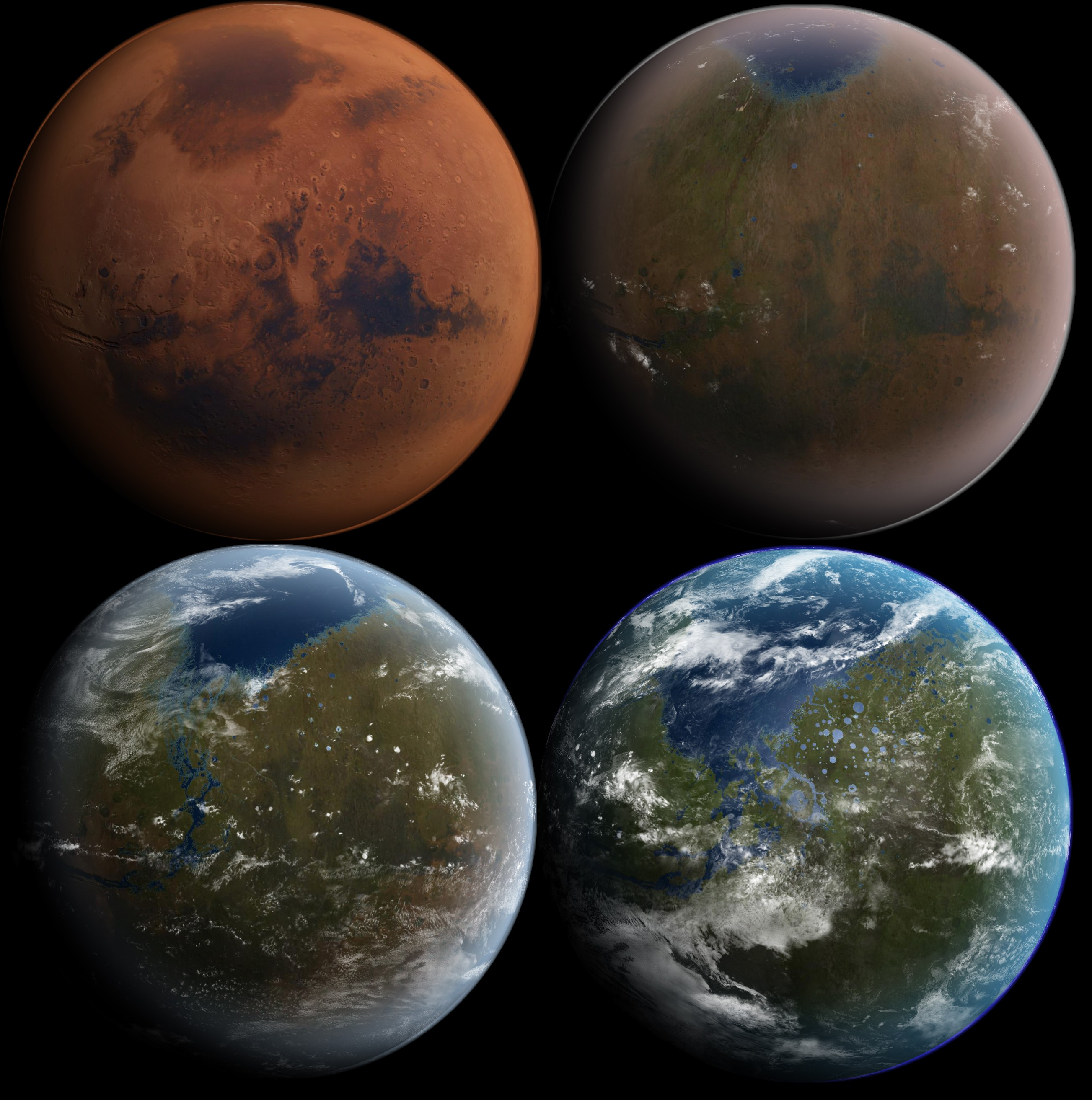
La visió d'un artista d'un planeta Mart terraformat en quatre fases de desenvolupament

La terraformació d'un planeta, satèl·lit natural o altre cos celeste és el procés hipotètic de modificar expressament la seva atmosfera, temperatura i condicions ecològiques per fer-les similars a les de la Terra, amb l'objectiu de fer-lo habitable per als humans. El terme s'usa ocasionalment com a sinònim d'enginyeria planetària en general. El concepte de terraformació té arrels tant en la ciència-ficció com en la ciència empírica. El terme va ser probablement encunyat per Jack Williamson en una història de ciència-ficció publicada el 1942 en Astounding Science Fiction, però el concepte en si és anterior. L'obra Last and First Men d'Olaf Stapledon (1930) és un exemple fictici en què el planeta Venus és modificat després d'una llarga i destructiva guerra contra els habitants originaris del planeta.
Els humans no posseeixen actualment els mitjans tecnològics o econòmics per a terraformar un altre planeta o satèl·lit. Com que l'exploració espacial encara està en la seva infància, les tècniques de terraformació encara són especulatives. Basant-se en l'experiència a la Terra, el medi natural d'un planeta es pot alterar expressament; tanmateix, la possibilitat de crear una biosfera planetària no constringida que imiti la de la Terra en un altre planeta encara s'ha de verificar. Molts consideren que Mart és el candidat més destacat per a la terraformació. S'ha fet molta recerca quant a la possibilitat d'escalfar el planeta i alterar-ne l'atmosfera, i la NASA fins i tot ha concertat debats sobre el tema. Tanmateix, hi ha una multitud d'obstacles entre la situació actual i un esforç de terraformació a Mart o qualsevol altre món. Els llargs períodes que requereix la terraformació i la seva practicalitat són objecte de debat. Hi ha altres preguntes sense resposta sobre l'ètica, la logística, l'economia, la política i la metodologia d'alterar el medi d'un món extraterreste.

## Història de l'estudi científic
Carl Sagan, astrònom i popularitzador de la ciència, va proposar un intent d'enginyeria planetària a Venus el 1961 en un article publicat a la revista Science amb el nom de "The Planet Venus". Sagan va imaginar el llançament d'algues a l'atmosfera de Venus, que eliminarien diòxid de carboni i reduirien l'efecte d'hivernacle fins que la temperatura de la superfície caigués a nivells "còmodes". Fa 3.000 milions d'anys, la Terra tenia una atmosfera de diòxid de carboni. Els cianobacteris i l'evaporació d'aigua van convertir l'atmosfera terrestre en una mescla composta principalment d'hidrogen i oxigen. Però descobriments més recents sobre les condicions a Venus fan que aquesta possibilitat resulti impossible, ja que el planeta té una atmosfera massa important com per a processar-la. Encara que les algues atmosfèriques poguessin prosperar en el medi hostil i àrid de l'atmosfera superior de Venus, qualsevol carboni que quedés fixat en forma orgànica tornaria a ser alliberat com a diòxid de carboni tan aviat com caigués en regions inferiors més calentes.
Sagan també va considerar adaptar Mart per a la vida humana en "Planetary Engineering on Mars", un article del 1973 publicat a Icarus. Tres anys més tard, la NASA va encetar un estudi sobre l'enginyeria planetària, però usant el terme ecosíntesi planetària. L'estudi va concloure que no hi havia cap limitació coneguda en la possibilitat d'alterar Mart per a suportar la vida i convertir-lo en un planeta habitable. Aquell mateix any un dels investigadors, Joel Levine, va organitzar la primera conferència sobre la terraformació, que aleshores rebia el nom de modelatge planetari.
El març del 1979, l'enginyer i autor de la NASA James Oberg va organitzar el Primer Col·loqui sobre Terraformació a la Lunar and Planetary Science Conference de Houston. Oberg va popularitzar els conceptes que s'hi discutiren entre públic en el seu llibre New Earths. Però el terme terraformació no es va usar en el títol d'un article científic publicat fins al 1982. El planetòleg Christopher McKay va escriure "Terraforming Mars", un document per al Journal of the British Interplanetary Society. El document tractava sobre el prospecte d'una atmosfera marciana autoreguladora, i el terme McKay va esdevenir el terme preferit. El 1984, James Lovelock i Michael Allaby van publicar The Greening of Mars. Aquest llibre va ser el primer a descriure un nou mètode d'escalfar Mart, en què s'afegien clorofluorocarbonis a l'atmosfera. Inspirat pel llibre de Lovelock, el biofísic Robert Haynes va treballar per promoure la terraformació, i va encunyar el terme ecopoiesi.
A partir del 1985, Martyn J. Fogg va començar a publicar diversos articles sobre la terraformació. També va ser editor de la terraformació per al Journal of the British Interplanetary Society el 1991, i el 1995 va publicar el llibre Terraforming: Engineering Planetary Environments. Fogg també manté un lloc web actiu anomenat The Terraforming Information Pages.
Fogg va utilitzar les següents definicions de diferents aspectes de la terraformació:
- Enginyeria planetària: l'aplicació de tecnologia amb l'objectiu d'influir en les propietats globals d'un planeta.
- Geoenginyeria: enginyeria planetària aplicada específicament a la Terra. Només inclou els conceptes de macroenginyeria que concerneixen l'alteració d'algun paràmetre global, com l'efecte d'hivernacle, la composició atmosfèrica, la insolació o el flux d'impacte.
- Terraformació: un procés d'enginyeria planetària amb l'objectiu concret de millorar la capacitat d'un medi planetari extraterrestre de suportar la vida. L'objectiu final seria crear una biosfera planetària no continguda que imités totes les funcions de la biosfera terrestre, que fos plenament habitable per als humans.
- Enginyeria astrofísica: les activitats recentment proposades, que concerneixen l'habitació futura i que succeeixen a una escala major que la de l'enginyeria planetària "convencional".

Fogg també va proposar definicions dels planetes candidats segons el grau de compatibilitat humana:
- Planeta habitable (PH): un món amb un medi prou similar al de la Terra com per a permetre que els humans hi habitin confortablement i lliure.
- Planeta biocompatible (PB): un planeta amb els paràmetres físics necessaris perquè hi prosperi la vida. Si encara no hi ha vida, un planeta com aquest podria tenir una biosfera de complexitat considerable sense necessitat de terraformació.
- Planeta fàcilment terraformable (PFT): un planeta que es podria fer biocompatible o possiblement habitable, i mantenir-lo així per mitjà de modestes tècniques d'enginyeria planetària, i amb els recursos limitats d'una missió pionera robot o una nau tripulada.

Fogg diu que Mart va ser un planeta biocompatible als seus orígens, però no es troba en cap d'aquestes categories en l'actualitat, ja que només se'l podria terrraformar amb gran dificultat. El fundador de la Mars Society, Robert Zubrin, va crear un pla per a una missió marciana anomenada Mars Direct, que implantaria una presència humana permanent a Mart i guiaria els esforços envers una eventual terraformació.
La raó principal que es dona per a intentar la terraformació és la creació d'una ecologia que suporti mons aptes per a l'habitació d'humans. Tanmateix, alguns investigadors opinen que els hàbitats espacials proveiran un mitjà més econòmic de suportar la colonització espacial. Si la investigació en la nanotecnologia i altres processos químics avançats continua al ritme actual, potser serà possible terraformar planetes d'aquí a uns segles i no uns mil·lennis. D'altra banda, podria ser raonable modificar els humans perquè no requereixin una atmosfera d'oxigen i hidrogen a 1 g de gravetat per a viure còmodament. Això reduiria la necessitat de terraformar els planetes, o almenys el grau a què s'haurien d'alterar els seus medis.

## Requisits per a suportar vida terrestre
L'únic requisit indispensable per a la vida és una font d'energia, però la noció d'habilitat planetària implica que cal complir molts altres criteris geofísics, geoquímics i astrofísics abans que la superfície d'un cos celeste pugui albergar formes de vida. El més interessant és el conjunt de factors que permet la subsistència d'animals complexos i multicel·lulars i no únicament organismes unicel·lulars. La investigació en aquest camp és un component de la ciència planetària: es tracta de la disciplina emergent de l'astrobiologia. No sols hi ha requisits planetaris, sinó que un planeta també depèn del tipus i edat del seu estel.

## Paraterraformació

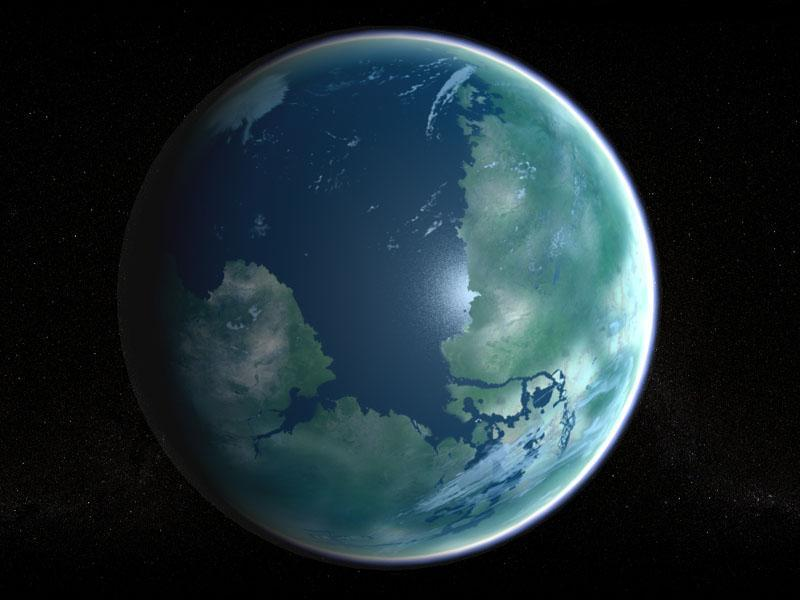
La visió d'un artista d'un Mart terraformat

La paraterraformació implica la construcció d'un recinte habitable en un planeta, que acaba per comprendre la majoria de l'àrea utilitzable del planeta. El recinte consistiria en una teulada transparent a un o més quilòmetres per sobre de la superfície, pressuritzada amb una atmosfera respirable i ancorada amb torres de tensió i cables a intervals regulars. Els proponents afirmen que es poden construir aquestes cúpules amb tecnologia disponible des dels anys seixanta.
La paraterraformació té diversos avantatges sobre el concepte tradicional de terraformació. Per exemple, la inversió és immediatament compensada: la cúpula comença en una zona petita, però aquestes zones ja proporcionen un espai habitable des del començament. Aquest concepte també permet un desenvolupament modulat que es pot adaptar a les necessitats de la població del planeta, creixent només quan calgui i en la quantitat que calgui. Finalment, la paraterraformació redueix dràsticament la quantitat d'atmosfera que s'hauria d'afegir a planetes com Mart per crear pressions atmosfèriques semblants a la de la Terra. Usant una cobertura sòlida d'aquesta manera, fins i tot els cossos que altrament ni tan sols podrien tenir una atmosfera (com els asteroides) tindrien un medi habitable. El medi dins d'una d'aquestes cúpules també seria probablement més fàcil de manipular artificialment.
En canvi, s'hi necessita una gran activitat de construcció i manteniment, el cost de la qual es podria reduir un xic amb l'ús de mecanismes de manufacturació i reparació autòmats. Una cúpula també seria més vulnerable a una catàstrofe en cas de rebre grans danys, tot i que aquest risc es pot reduir per mitjà de la creació de compartiments i altres precaucions. Els impactes meteòrics serien un perill important per l'absència d'atmosfera exterior que els incinerés abans d'arribar a la superfície.

## Fases avançades de terraformació
Una vegada les condicions esdevinguessin més aptes per a la vida terrestre, es podrien importar microbis. A mesura que les condicions es tornessin similars a les de la Terra, també es podrien importar vegetals. Això acceleraria la producció d'oxigen, cosa que en teoria faria que el planeta fos eventualment capaç de suportar vida humana i animal.

## Candidats

### Mart
Hi ha un debat científic obert sobre si seria possible terraformar Mart, o com d'estable seria el seu clima un cop terraformat. És possible que amb el pas del temps –desenes o centenes de milions d'anys— Mart perdés de nou l'aigua i l'atmosfera, possiblement pels mateixos processos que ja el van dur al seu estat actual. De fet, es creu que Mart va tenir en el passat un medi relativament semblant al terrestre, amb una atmosfera més gruixuda i aigua abundant que es va perdre al llarg de centenes de milions d'anys. El procés exacte d'aquesta pèrdua encara roman incert, tot i que s'han proposat diversos mecanismes. La manca d'una magnetosfera al voltant de Mart podia haver permès al vent solar erosionar l'atmosfera, i la gravetat relativament baixa de Mart hauria contribuït a la pèrdua dels gasos més lleugers. La manca de tectònica de plaques a Mart és una altra possibilitat, evitant la tornada dels gasos atrapats en sediments a l'atmosfera. El nucli marcià, compost principalment de ferro, generava el camp magnètic de Mart. Tanmateix, un cop es va refredar, la força magnètica es va afeblir. La manca de camp magnètic i d'activitat geològica poden ser ambdós el resultat de la menor mida de Mart, que permeté que el seu interior es refredés més ràpidament que el de la Terra, tot i que encara es desconeixen els detalls d'aquests processos. Tornar a escalfar el nucli de Mart és impossible.
D'altra banda, és probable que cap d'aquests processos tinguin una especial rellevància respecte a la longevitat típica de la majoria d'espècies animals, o fins i tot a l'escala de la civilització humana. A més, la lenta pèrdua d'atmosfera es podria compensar amb activitats de terraformació a petita escala. Terraformar Mart comportaria dos canvis majors relacionats entre si: augmentar l'atmosfera i escalfar-la. Com que una atmosfera més densa de diòxid de carboni i/o altres gasos amb efecte d'hivernacle atraparia la radiació solar, i l'augment de temperatura alliberaria més gasos amb efecte d'hivernacle a l'atmosfera, els dos processos s'impulsarien l'un a l'altre.

### Venus

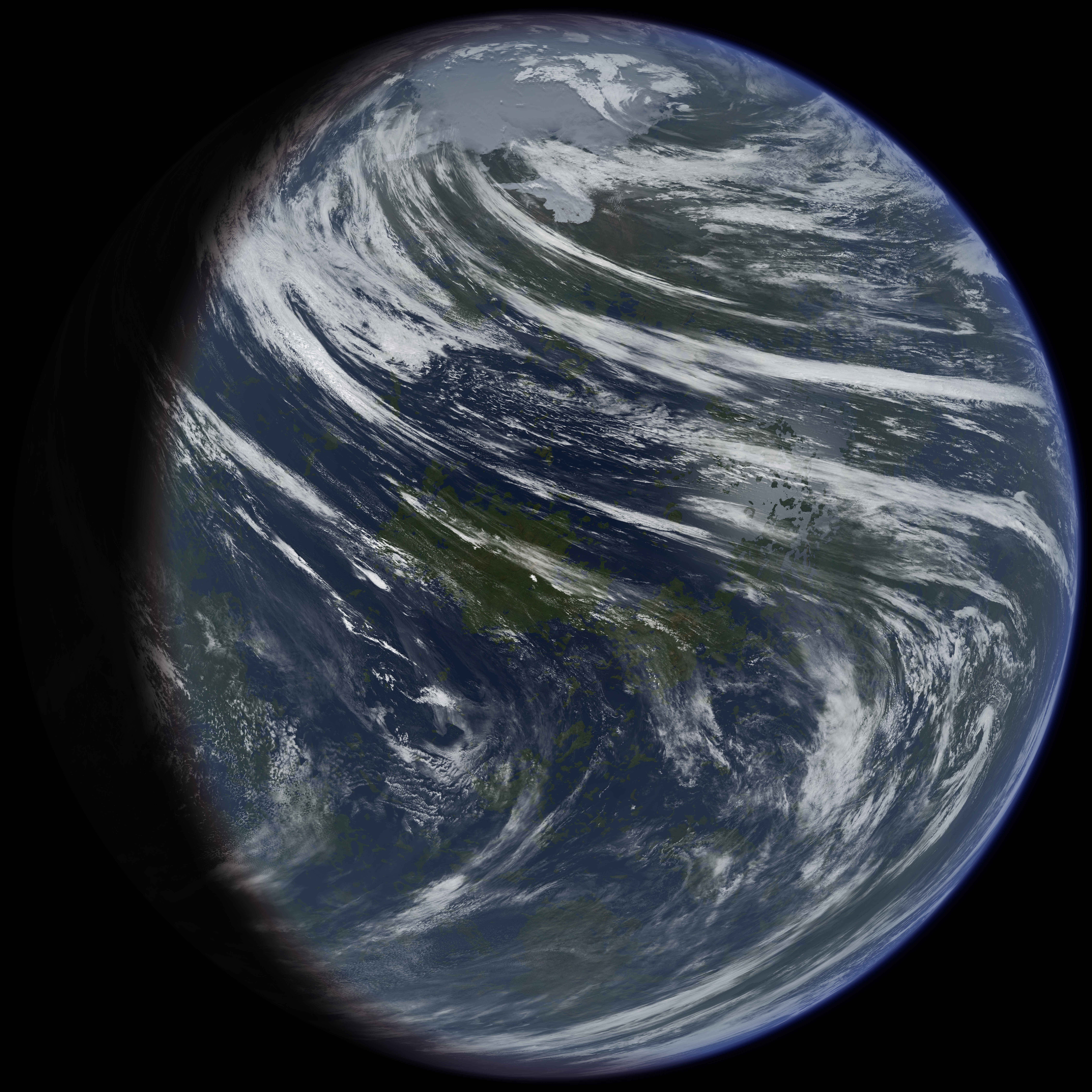
La visió d'un artista d'un Venus terraformat

Terraformar Venus requereix dos grans canvis: l'eliminació de gran part de la densa atmosfera venusiana (diòxid de carboni a 9 MPa) i reduir la temperatura de la seva superfície (500 °C). Aquests objectius estan íntimament relacionats, ja que l'extrema temperatura de Venus és deguda a l'efecte d'hivernacle causat per la seva densa atmosfera. Atrapar el carboni atmosfèric probablement també resoldria el problema tèrmic. Venus, a diferència de Mart, té activitat tectònica, de manera que podria funcionar com una còpia biosfèricament viable de la Terra.
Seria possible refredar Venus suficientment, extraient alumini de la Lluna i posant-lo en òrbita al voltant de Venus. La pols d'alumini reflectiria la llum solar i refredaria Venus. Se l'hauria de posar en òrbita tot de cop des d'uns contenidors en òrbita. La pols no quedaria gaire temps en òrbita, de manera que això hauria de formar part d'un pla més gran. L'impacte de cometes o la implantació de vida als pols de Venus podria resultar efectiu. Si les temperatures caiguessin i hi hagués aigua, això contribuiria a emmagatzemar el CO₂ com a carbonat de calci.
Seria possible usar camps magnètics per a dirigir erupcions solars a Venus. L'hidrogen ionitzat podria reaccionar amb el CO₂, formant metà i aigua. Cristalls de glaç a gran alçada reflectirien grans quantitats d'aigua, refredant Venus.

### Europa
Europa, un satèl·lit de Júpiter, és un candidat potencial per a la terraformació. Un dels avantatges d'Europa és la presència d'aigua líquida, que resultaria extremament útil per a la introducció de formes de vida complexes. Però les dificultats són enormes: Europa es troba al mig d'un immens cinturó de radiació al voltant de Júpiter, que mataria un humà que es trobés a la superfície en menys de deu minuts. Això exigiria la construcció de deflectors de radiació massius, cosa que actualment no és pràctica. A més, aquest satèl·lit està cobert de glaç i se l'hauria d'escalfar, així com portar-hi oxigen.

### Altres planetes i astres del sistema solar
Altres candidats per a la terraformació són Tità, Mercuri, Ganimedes, Io, Cal·listo, la Lluna i fins i tot el planeta nan Ceres. La majoria, tanmateix, no tenen prou massa com per a conservar una atmosfera (tot i que és possible que poguessin mantenir-la durant unes desenes de milers d'anys). A més, a part de la Lluna, la majoria d'aquests astres es troben tan lluny del Sol que afegir-hi prou calor seria encara més difícil que a Mart.

## Qüestions ètiques
Hi ha un debat filosòfic en biologia i ecologia quant a terraformar altres mons en sentit ètic. Des del punt de vista d'una ètica cosmocèntrica, això tracta d'equilibrar la necessitat de la preservació de la vida humana contra el valor intrínsec de l'ecologia actual planetària.
Al costat a favor de l'argument de la terraformació, hi ha aquells que, com Robert Zubrin, Martyn J. Fogg, Richard L. S. Taylor i posteriorment Carl Sagan, que creuen que és obligació moral de la humanitat fer altres mons adequats per a la vida, com una continuació de la història de la vida de la transformació dels entorns al voltant de la Terra. També assenyalen que la Terra seria finalment destruïda si la naturalesa humana segueix el seu curs, de manera que la humanitat s'enfronta a una elecció a molt llarg termini entre terraformar altres mons o permetre que tota la vida terrestre es converteixi en extinta. La terraformació de planetes totalment estèrils, s'afirma, no és moralment incorrecta, ja que no afecta cap altra vida.
D'altres creuen que la terraformació seria una interferència immoral en la natura, i atès el tractament passat de la humanitat de la Terra, altres planetes podrien estar millor sense la interferència humana. I d'altres es troben en un terreny intermedi, com Christopher McKay, que sosté que la terraformació és èticament plausible només un cop s'hagi esbrinat amb seguretat que un planeta extraterrestre no contingui vida pròpia, o bé, mentre que es tracta de formar de nou el planeta per al nostre propi ús, s'hauria de modificar el seu medi ambient per fomentar artificialment la vida extraterrestre i ajudar-la a prosperar i evolucionar conjuntament, o fins i tot coexistir amb els humans. Fins i tot això seria vist com un tipus de terraformació estrictament ecocentrista, que diria que tota vida té el dret a viure en la seva biosfera, per evolucionar al seu propi ritme i la seva pròpia direcció lliure de qualsevol interferència externa; pel que sembla, fins i tot quan no té voluntat pròpia, l'evolució no és un procés dirigit exclusivament a espècies intel·ligents.

## Qüestions polítiques
Hi ha possibles problemes polítics derivats de la terraformació d'un planeta. L'orgull nacional, les rivalitats entre les nacions, i les polítiques de relacions públiques han estat la motivació principal per donar forma als projectes espacials.